# Arzano (Kampanien)
Arzano ist eine Gemeinde mit 31.938 Einwohnern (Stand 31. Dezember 2023) in der Metropolitanstadt Neapel, Region Kampanien.
Arzano grenzt an die Gemeinden Casandrino, Casavatore, Casoria, Frattamaggiore, Grumo Nevano und Neapel.

## Bevölkerungsentwicklung
Zwischen 1991 und 2001 fiel die Einwohnerzahl von 40.098 auf 38.510. Dies entspricht einer prozentualen Abnahme von 4,0 %.

## Städtepartnerschaften
Arzano ist mit der gleichnamigen französischen Gemeinde Arzano in Finistère und seit 2008 mit der ebenfalls französischen und bretonischen Gemeinde Cléguer partnerschaftlich verbunden.

## Söhne und Töchter der Stadt
- Luigi Diligenza (1921–2011), Erzbischof von Capua
- Giuliano Figueras (* 1976), Radrennfahrer